# John Hagenbeck

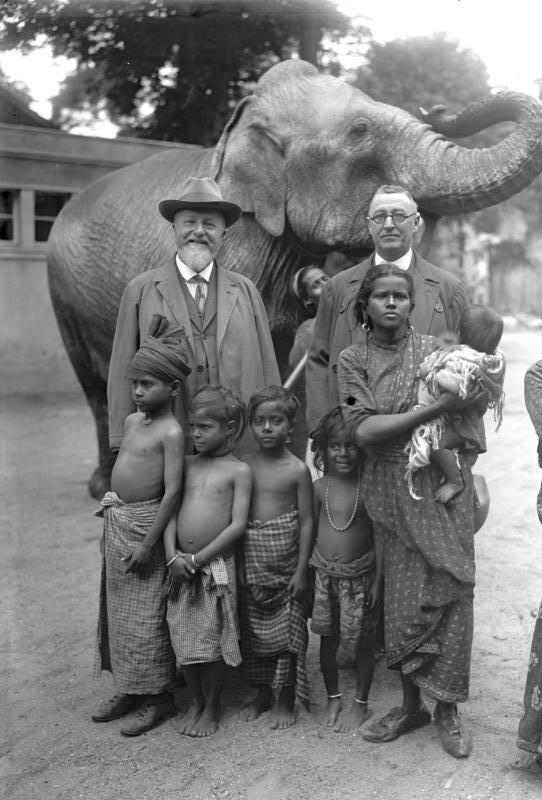
Hagenbeck (stehend, rechts) mit Ludwig Heck (links), Indern und einem asiatischen Elefanten im Berliner Zoo

John Heinrich August Hagenbeck (* 15. Oktober 1866 in Hamburg; † 16. Dezember 1940 in Colombo) war ein deutscher Tierhändler, Plantagenbesitzer, Filmproduzent und Schriftsteller.

## Leben und Wirken
John Hagenbeck war der älteste Sohn aus zweiter Ehe von Gottfried Claes Carl Hagenbeck. Sein Vater, der als Fischgroßhändler arbeitete, war auch der Vater von Carl Hagenbeck, der eine Tierhandlung betrieb und einen Tierpark besaß. Ab 1881 arbeitete er in Carl Hagenbecks Unternehmen, für das er Tiere transportierte, Völkerschauen und Zirkusaufführungen begleitete. Eine erste Reise führte ihn 1886 nach Ceylon. Hier warb er Darsteller für Hagenbecks Völkerschau an.
1891 endete die Tätigkeit für Carl Hagenbeck. John Hagenbeck ging nach Colombo in Sri Lanka, wo er selbstständig als Schiffsausrüster und Pflanzer arbeitete. In den nächsten Jahren kaufte er Plantagen für Kautschuk, Kakao und Tee. Zudem richtete er eine Tierhandlung ein. Britische Behörden verwiesen Hagenbeck zu Beginn des Ersten Weltkriegs im August 1914 des Landes. Er wählte zunächst Batavia als Aufenthaltsort, musste jedoch aufgrund einer drohenden Auslieferung von niederländische Seite an die Briten fliehen. Er tarnte sich als belgischer Kolonialsoldat und verließ den Kontinent auf einem niederländischen Schiff gen Europa.
Hagenbeck ging zurück nach Hamburg, um Lorenz und Heinrich Hagenbeck bei der Führung des Tierparks zu unterstützen. Im März 1920 gründete er in Berlin die John Hagenbeck Film GmbH, die zwischen 1919 und 1923 14 Spielfilme und neun kurze Trickfilme erstellte. Die Filme behandelten Exotik, Abenteuer und wilde Tiere. Der erste Film mit dem Titel Dante wurde 1919 im Zoologischen Garten nahe dem Dammtor gedreht. Bei der John Hagenbeck Film AG (1921–1928) war er Aktionär und Vorstand. Darüber hinaus schrieb Hagenbeck zahlreiche Bücher, die in mehrfachen, teils überarbeiteten Auflagen erschienen. Die Werke behandelten Erfahrungen, die er während seiner Reisen nach Ostasien gemacht hatte.
1927 ging John Hagenbeck zurück nach Colombo. Er wurde erneut ein erfolgreicher Kaufmann und handelte mit Tieren. Einen 1929 in Dehiwala-Mount Lavinia gegründeten Zoo veräußerte er 1935 an den Staat. Die britischen Behörden inhaftierten Hagenbeck zu Beginn des Zweiten Weltkriegs 1939. Sie beschlagnahmten sämtlichen Besitz. John Hagenbeck starb Ende 1940 in Colombo.

## Werk

### Filmografie (Auswahl)
- 1920: Der Schädel der Pharaonentochter
- 1920: Darwin – Im Fieber unter Afrikas Tropensonne
- 1921: Eine Frau mit Vergangenheit
- 1921: Der Herr der Bestien
- 1922: Die Tigerin
- 1922: Die weisse Wüste
- 1923: Er ist Dein Bruder
- 1923: Wettlauf ums Glück
- 1923: Im Schatten der Moschee